# 双桥站 (中国铁路)
双桥站，位于北京市朝阳区三间房地区双桥路东柳西里甲1号，是京哈铁路和京承铁路的车站，北京铁路枢纽内双沙铁路、丰双铁路起点站，距北京站12公里，是北京铁路枢纽东部辅助编组站。等级为一等站。该站不办理客运。

## 简介
双桥站建于清朝光绪二十七年（1901年）。是通州支线一个中间站，因站北侧北双桥村而得名。1900年庚子事变，八国联军占领北京。1901年英军占领北京期间，为适应战争需要及加强对北京的控制，将关内外铁路北京端的终点从马家堡站展长至永定门再经东便门至东交民巷外国使馆区附近的正阳门，同时修建了自东便门通向漕粮仓储重镇通州运河西岸长23公里的通州支线，该线从正阳门起向东经东便门至双桥村进入通州，是关内外铁路的支线。1902年8月24日，通州支线由中国收回国有。
双桥站建站初期，仅办理通过，无客货运业务。抗日战争时期，1938年日本修建京古线时，重建双桥站站舍，站线增至两股半道，扩建为中间站。中华人民共和国成立后，在北京枢纽总布置图中，将双桥站规划为北京枢纽东部地区辅助编组站。1956年，北京东南环线百子湾站与双桥站接通，双桥站站线扩建为三股半道。1958年部分土石方完成后停工。1965年增建一股线。1973年增铺六、七道两股卸车线。1975年，为了配合通坨线开通，双桥站扩建，作为过渡措施。1976年，双桥编组站施工设计完成。1979年11月24日，双桥站全部迁到新站。1983年1月21日，双桥站直属北京铁路分局，1983年3月1日定为三等站。1975年到1984年，双桥编组站工程分批完工投入使用。1979年北京铁路枢纽又扩建，双桥站自1984年后继续扩建，至1988年建成126条股道的车站。1985年12月15日，电气化在双桥站通电试车成功。1987年底，双桥站扩建为二级三场辅助编组站，累计完成投资1.7亿元人民币。1988年4月1日，双桥站被定为二等站。
双桥站是双丰线、星双线、京承线、京哈线的汇集点。截至1990年代中期，车站上行场有8股线，下行场有7股线，调车场有17股线，设自动化驼峰1座，有3台调车机担当编解取送调车作业。1990年代中期，全年日均出入车3536.2辆，日均编组29.4列，日均解体27.7列。日均装车13辆，日均卸车41辆。日接发货车91.5对、旅客列车39对。1995年出入车135.6万辆，载客15.1万人次，发送货物38.5万吨，年收入1912万元人民币。

## 下辖车站
双桥站位于丰双线、星双线、京承线、京哈线的汇集点，管辖大红门站、百子湾站、广安门站、北京东站、通州站、李营站、小红门站及乔庄东站。